# Matricaria decipiens
Matricaria decipiens là một loài thực vật có hoa trong họ Cúc. Loài này được (Fisch. & Mey.) K.Koch mô tả khoa học đầu tiên năm 1855.